# Rabbit Horror 3D
A Rabbit Horror 3D (ラビット・ホラー３Ｄ; Hepburn: Rabitto Horā 3D) egy 2011-ben bemutatott japán horrorfilm, melyet Simizu Takasi rendezett. A film cselekménye szerint Kirikót (Micusima Hikari) és a fiatalabb féltestvérét, Daigót (Sibuja Takeru) egy nagy nyúlbaba kísért.
2011. szeptember 7-én mutatkozott be a 2011-es Velencei Nemzetközi Filmfesztiválon Tormented címmel.

## Cselekmény
Kiriko (Micusima Hikari) és fiatalabb féltestvére, Daigo (Sibuja Takeru) az édesapjukkal, Koheivel (Kagava Terujuki) él, aki egy könyvillusztrátor. Egy nap Daigo egy téglával az iskola játszóterén szétzúzza egy általa betegnek vélt nyúl koponyáját. Mivel a többi gyerek csúfolni kezdi, ezért az iskolába sem jár be; magántanuló lesz, akit nővére Kiriko tanít. Kiriko nevelőanyja tíz évvel ezelőtt bekövetkezett halála óta nem szólal meg, így nem tud segíteni Daigo viselkedészavarán. Apjuk is csendes, visszahúzódó személy, aki inkább a munkájával, egy a Kis hableányról szóló popup könyvvel van elfoglalva. Később Kiriko elviszi öccsét egy 3-D horrorfilmre, amely során egy nyúlbaba lebeg ki a vászonról Daigo kezébe, majd azt a fiú nővére elől a táskájába rejtve hazaviszi. Aznap éjjel amikor Daigo elő akarja venni a plüssállatot a táskájából annak hűlt helyét találja, a vérfoltokat követve a kamrában bukkan rá. Az embernagyságúra nőtt baba a helyiségen keresztül egy alternatív valóságba, egy elhagyatott vidámparkba viszi őt. Ugyan Kiriko megpróbálja elmagyarázni édesapjának mi történt tegnap este Daigóval, azonban az nem hisz neki. Ugyanakkor miután a volt feleségére emlékeztető tárgyakra bukkan odabent, úgy dönt, hogy beszögeli a kamra ajtaját. Másnap éjjel a nyúl Daigót az ágyának matracán keresztül ragadja magával. A fiú egy kórházban lyukad ki, ahol nővére társaságában láthatja haldokló édesanyját. Daigó az apja által lezárt szekrényben bukkan fel a nyúllal, aki a Kiriko által akaratlanul meggyilkolt édesanyja, Kjoko. Kiriko másnap „elmondja” az apjának, hogy „Kjoko jön. Láttam. Daigo is.”, ám az badarságnak tartja ezt. Kiriko éjszaka bemegy a kamrába, ám nem talál ott senkit, majd visszaemlékezik arra, amikor apja a várandós (második) feleségével, Kjokóval állított haza és ő rátámadott az asszonyra. Kiriko és Daigo úgy véli, hogy Kjoko jött vissza, hogy megkeserítse az életüket, majd úgy döntenek, hogy elpusztítják a nyúlbabát, ám ezzel nem érnek el semmit, hisz a plüssállat visszatér hozzájuk. Daigó úgy gondolja, hogy úgy szabadulhatnak meg végleg a nyúltól, ha visszahajítják azt oda, ahonnan jött, viszont amikor megpróbálkozik ezzel a nyúl magával ragadja. Kiriko elmegy a kórházba, ahol Kjoko meghalt, ahol rábukkan Daigóra, aki arra kéri, hogy ölje meg őt, ahogy azt édesanyjával is tette. A fiú egy tőrrel leszúrja nővérét, majd a mélybe taszítva oltja ki a lány életét.

## Produkció

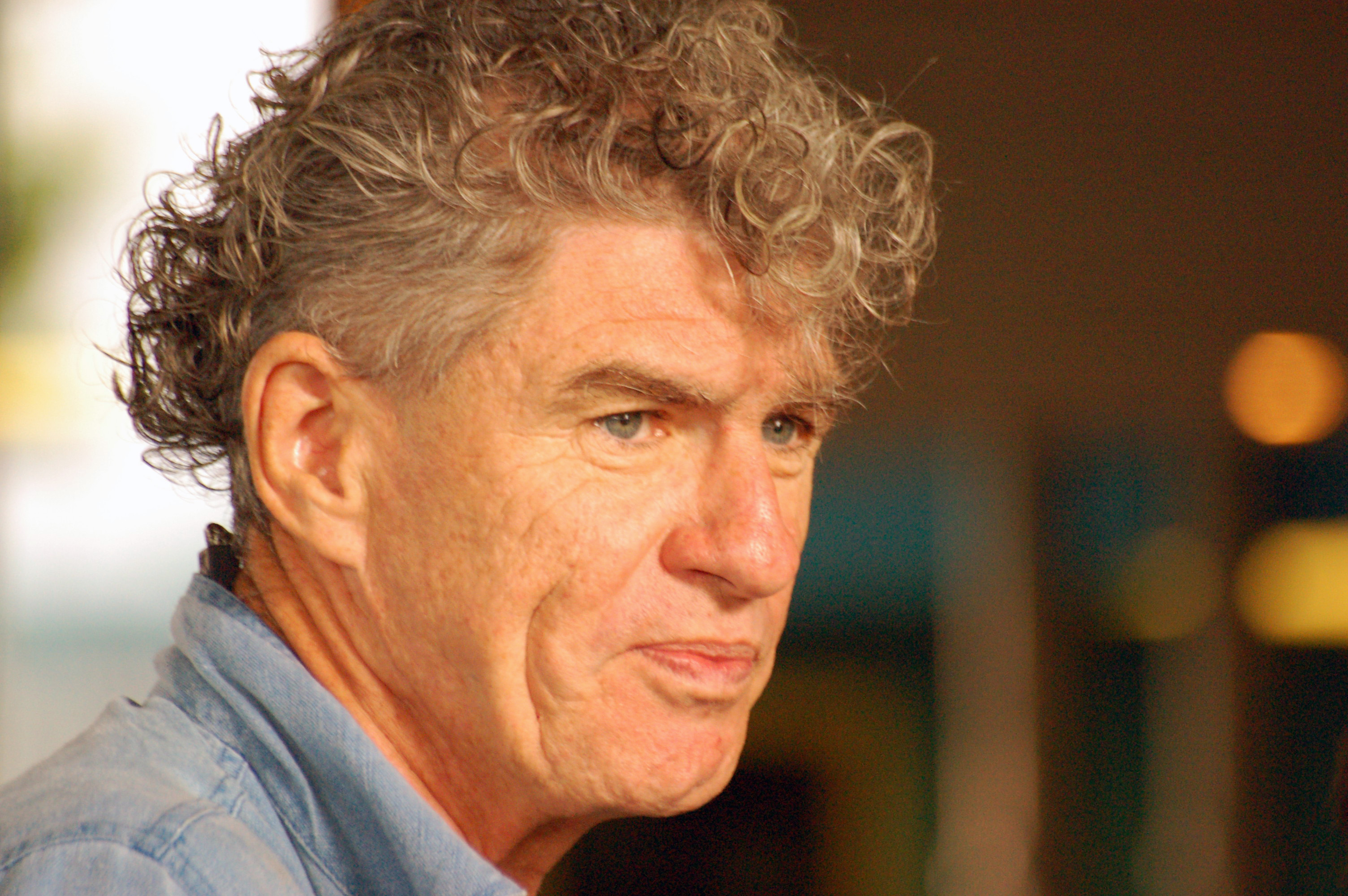
A Rabbit Horror 3D volt Christopher Doyle operatőr első háromdimenziós filmje.

A Rabbit Horror 3D vol az első film, ahol Simizu Takasi rendező Christopher Doyle operatőrrel dolgozott együtt. Ez a film volt Doyle első háromdimenziós munkája. Simizu kifejtette, hogy az ő és Doyle véleményei „gyakran összeütköztek” a forgatáson, de azt is hozzáfűzte, hogy „ha valaki megértette a szándékainkat, vagy pontosabban fogalmazva megérezte őket az Chris, a balhés, de kifinomult vén gazember.”

## Megjelenés
A filmet a 2011-es Velencei Nemzetközi Filmfesztiválon mutatták be, a japán mozik szeptember 17-én kezdték el vetíteni. A film indult a Sitges Nemzetközi Filmfesztiválon októberben, majd a Stockholmi Nemzetközi Filmfesztiválon novemberben.
Simizu előző alkotásához, a The Shock Labyrinthhoz hasonlóan a Rabbit Horror 3D amerikai mozis vetítési, DVD-s, digitális és video on demand forgalmazását, valamint televíziós jogait is a Well Go USA vásárolta meg a Fortissimo Filmstől.

## Fogadtatás
Derek Elley a Film Business Asia weblap kritikusa hat pontra értékelte a maximális tízből a filmet, megjegyezte, hogy a filmnek jobb a légköre, mint a cselekménye. A Screen Daily kedvező kritikát mutatott a filmről, melyben dicsértek, hogy egy „hatalmas szőrös nyúlruhát” félelmetessé tudtak tenni, emellett a film háromdimenziós technikát is kiemelte. A Japan Times két és fél csillagot adott az ötből a filmnek, dicsérték a szereposztást, a film hangulatát emelték ki fő negatívumként. A Variety magazin vegyes értékelést adott, melyben kiemelték, hogy a Rabbit Horror 3D forgatókönyvéből „hiányzik az extra réteg jelentés és szimbolizmus, amely a legjobb fajta horrorokat annyira hatásossá tesz”, azonban azt is hozzáfűzték, hogy a film „tökéletesen megfelelően működik”.